# Pieve Sant'Andrea de Pistoia
La pieve Sant'Andrea de Pistoia, est une église du VIIIe siècle dédiée à l'apôtre saint André. La structure fait partie du diocèse de Pistoia.
Cette église était celle de l'ancien couvent du Tau, construit au XVe siècle pour l'Ordre hospitalier de Sant'Antonio Abate.

## Intérieur
L'intérieur est célèbre grâce à la chaire de marbre de Giovanni Pisano comportant ses bas-reliefs du Massacre des Innocents.
Niccolò di Tommaso (actif de 1346 à 1376) avec quelques collaborateurs de Pistoia, l'a décorée à fresque avec des histoires de l'Ancien Testament, du Nouveau Testament et de la vie de saint Antoine abbé dans les bandes latérales, sur trois ordres superposés. Chacune des douze voiles, qui constituent la couverture de l'église, est dédiée à un épisode de la Genèse, de la Création du ciel et de la Terre.

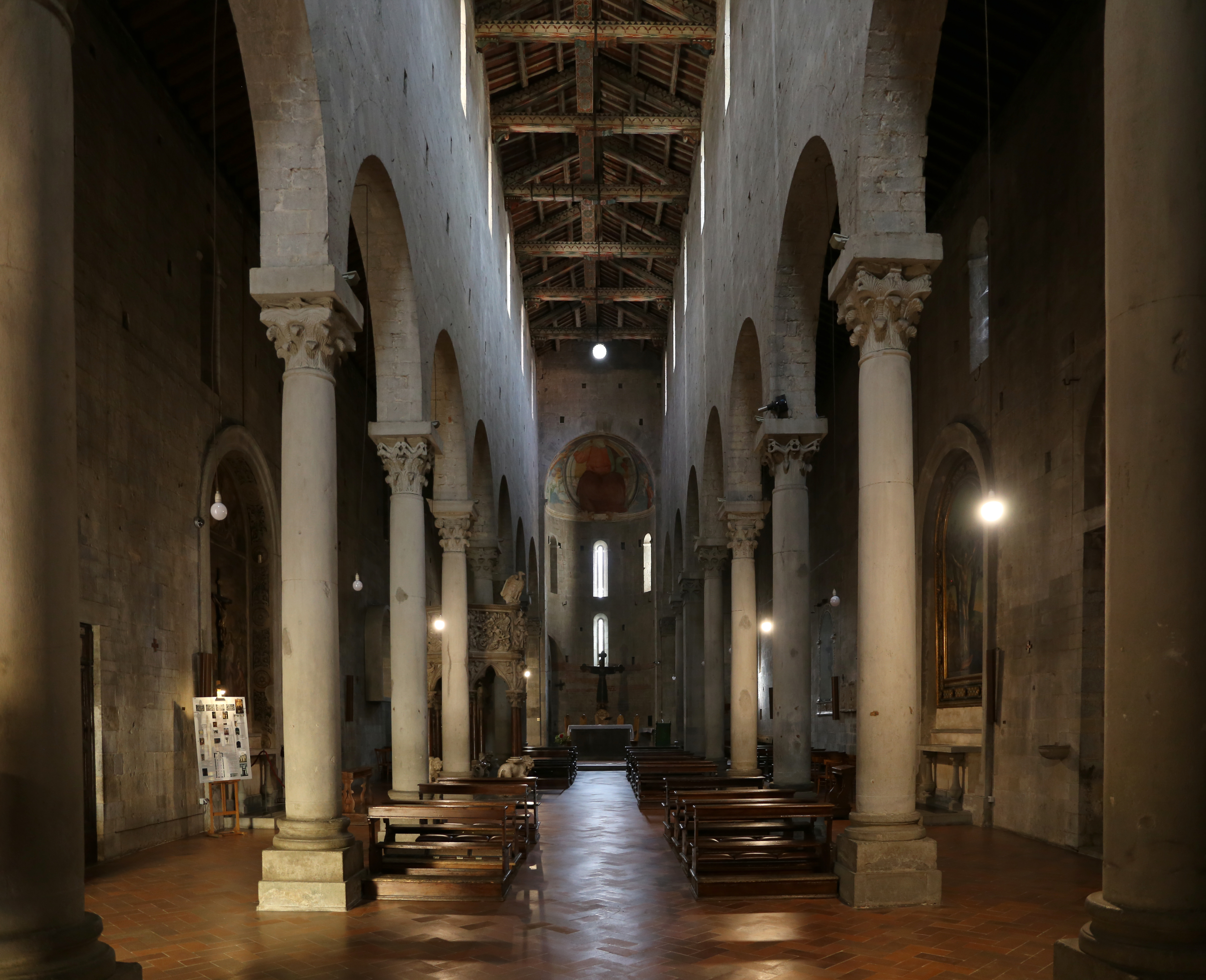
La nef.
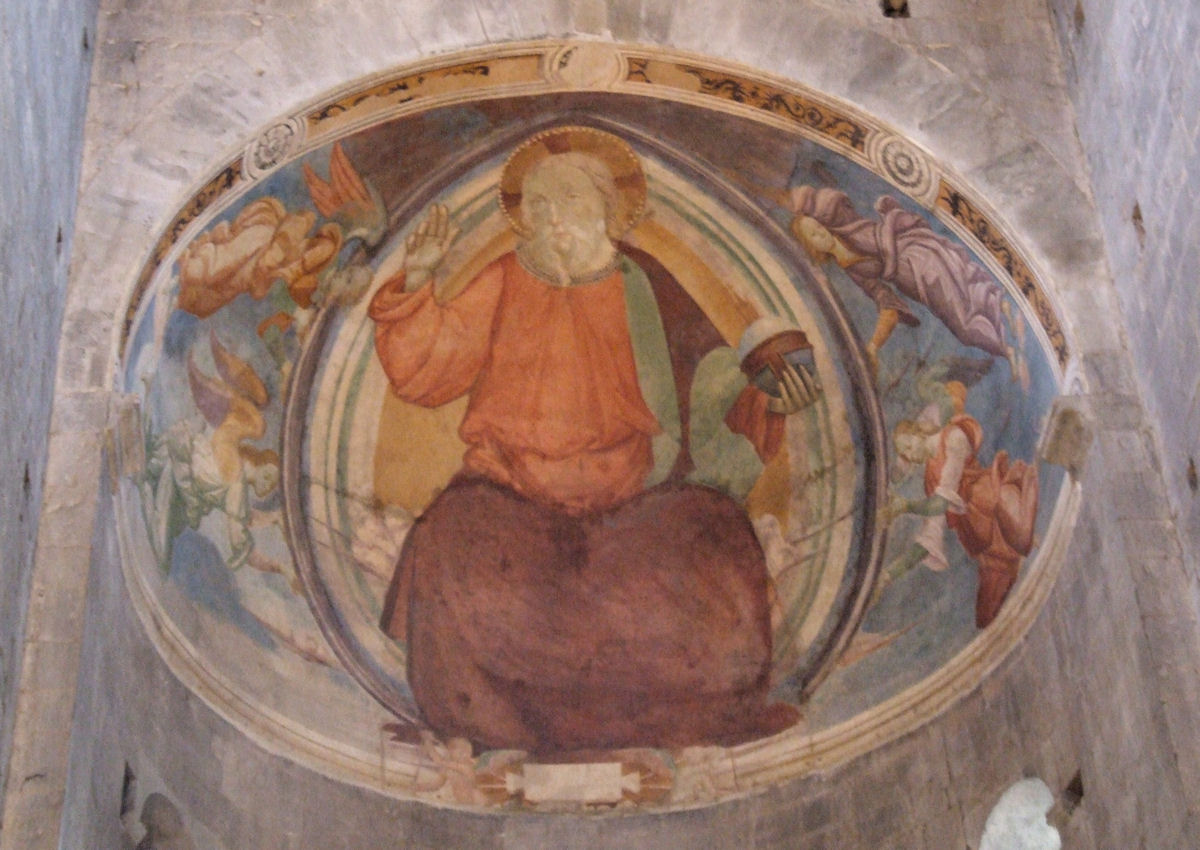
Le Christ bénissant.
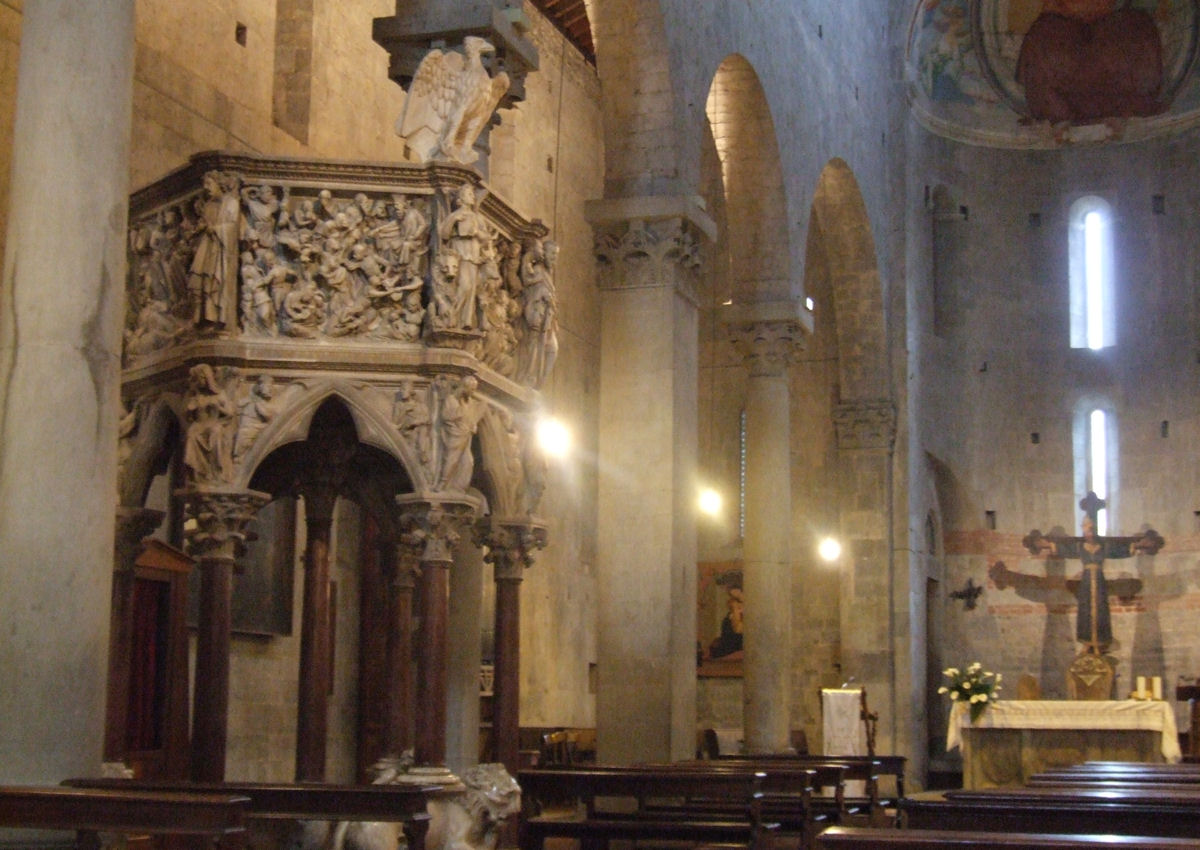
Chaire de Giovanni Pisano.